# Anzacia respersa
Anzacia respersa är en spindelart som först beskrevs av Simon 1908.  Anzacia respersa ingår i släktet Anzacia och familjen plattbuksspindlar.
Artens utbredningsområde är Western Australia. Inga underarter finns listade i Catalogue of Life.